# Audiologie

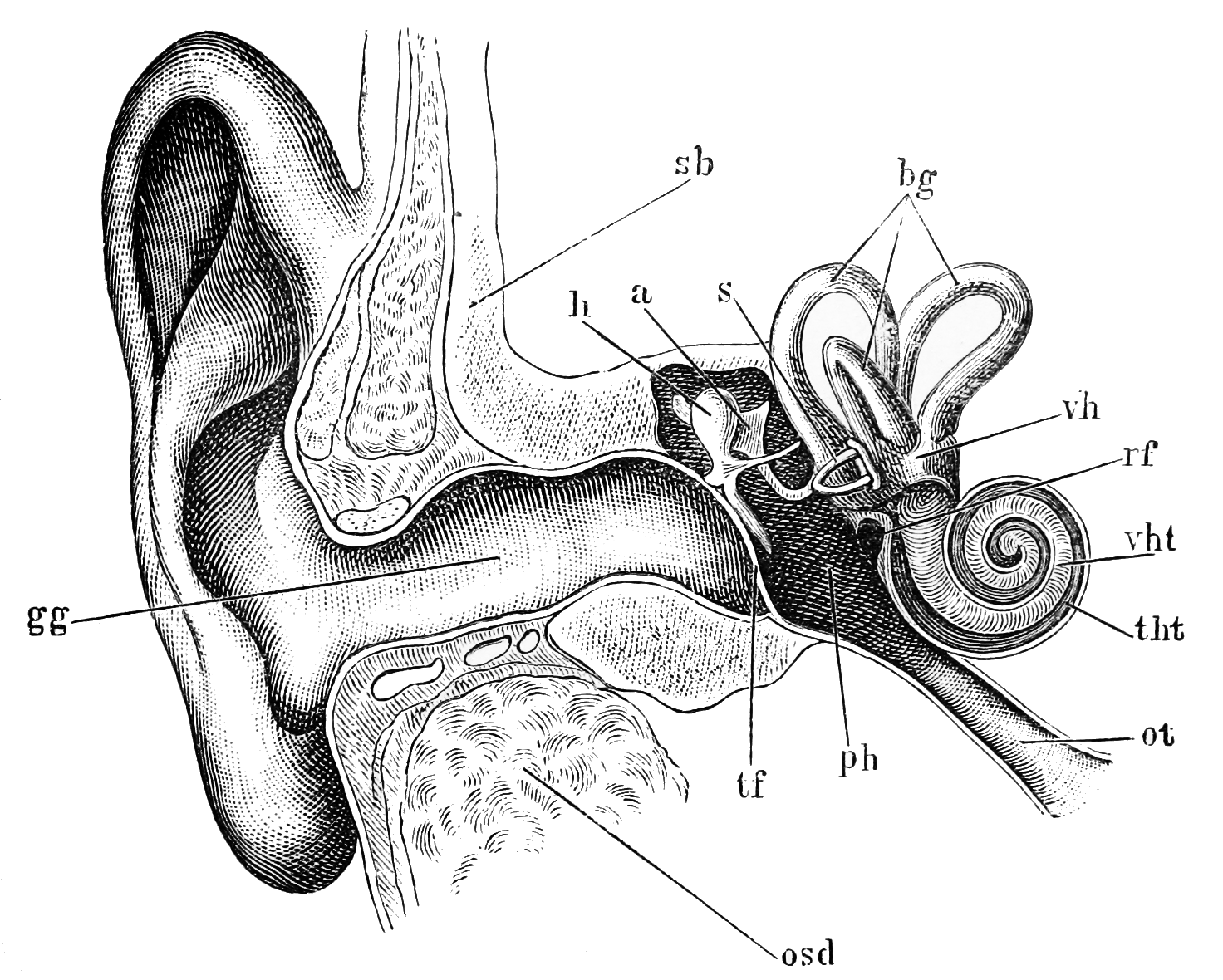
Schematische weergave van het menselijk oor (auris)

Audiologie is het vakgebied dat zich bezighoudt met de studie van het gehoor en de evenwichtszin. Ook wordt binnen de audiologie stilgestaan bij de psychologische en psycho-sociale aspecten van slechthorendheid en evenwichtsstoornissen en de hulp die daarbij kan worden geboden. Audiologie kan een subspecialisme zijn van de keel-neus-oorheelkunde (kno- of nko-artsen), maar ook een paramedisch beroep. Aangezien horen en (leren) spreken zeer nauw met elkaar verbonden zijn werkt de audioloog ook nauw samen met de logopedist.
Met behulp van verschillende teststrategieën (zoals een gehoortest, otoakoestische emissiemetingen en elektrofysiologische tests), proberen audiologen te bepalen of iemand een normale gevoeligheid voor geluiden heeft.Als daarmee gehoorschade wordt vastgesteld, bepalen audiologen welke delen van het gehoor (hoge, midden of lage frequenties) worden beïnvloed, in welke mate (ernst van het verlies) en waar in het hoofd het gehoorverlies door veroorzaakt wordt (buitenoor, middenoor, binnenoor, gehoorzenuw enzovoorts). Vervolgens kunnen ze adviseren over behandeling of het gebruik van gehoorhulpmiddelen.

## Standaard onderzoek
Audiologie wordt vooral gebruikt om de aard en omvang van een gehoorverlies te bepalen; over het algemeen gebeurt dat met een toonaudiogram, waarbij de gehoordrempel wordt vastgesteld. Een audiogram is een grafiek waarin de gehoordrempel in dB als functie van de geluidsfrequentie wordt zichtbaar gemaakt. Het audiogram geeft aan hoeveel iemands gehoor afwijkt van de normale waarde.
Het onderzoek wordt uitgevoerd voor elk oor afzonderlijk. De persoon waarvan het gehoor wordt getest krijgt via een hoofdtelefoon geluiden te horen van een zuivere toon, meestal in stappen van telkens een octaaf. Telkens als hij of zij iets gehoord heeft moet er op een knop gedrukt worden. Hierbij zijn een stille omgeving, bewuste medewerking en concentratie van de te testen persoon noodzakelijk. Vooral het horen van zeer zachte tonen vergt inspanning. Tijdens het onderzoek worden meestal ook enkele "vals positieve" opdrachten gegeven, om te voorkomen dat de proefpersoon "zich beter voordoet". Bij alle verschillende toonhoogten wordt de ondergrens van het gehoor bepaald, dat wil zeggen de minimale sterkte om het geluid te horen.
Dit onderzoek wordt meestal uitgevoerd in een speciale cabine, die ervoor zorgt dat geluiden van buitenaf volledig gedempt worden. Anders is het voor de proefpersoon niet mogelijk de zachtste geluiden goed te onderscheiden. De cabine ziet er ongeveer uit als een telefooncel, met daarin een stoel, en een koptelefoon. In de leuning van de stoel zit dan een knopje om op te drukken of de proefpersoon ontvangt voordat hij in de cabine stapt een afstandsbediening met een knop waarop hij/zij moet drukken. Buiten de cabine zit de audiologisch assistent, die de tonen aan- en uitzet. Hiervoor gebruikt hij een speciaal bedieningspaneel. Zodra de proefpersoon op de knop heeft gedrukt verschijnt hierop tevens een signaal dat hij/zij de toon heeft gehoord.
Daarnaast zijn er aanvullende audiologische testen om specifiekere informatie over de aard van het gehoorverlies te verkrijgen. De meest toegepaste testen zijn tympanometrie, spraakaudiometrie, otoakoestische emissies en brainstem evoked respons audiometry. Tympanometrie toont aan of het probleem zich lokaliseert in het middenoor. Door middel van het aanbieden van een geluid terwijl een drukswijziging plaatsvindt door middel van een drukpomp in de meetprobe kan men aantonen of er mogelijk een onderdruk in het middenoor of een niet goed beweeglijk trommelvlies is. Bij spraakaudiometrie wordt nagegaan hoe goed een persoon gesproken informatie kan verstaan. Tijdens spraakaudiometrie worden woorden of zinnen auditief aangeboden, al dan niet in het bijzijn van achtergrondlawaai. De persoon moet zo goed mogelijk de aangeboden woorden/zinnen herhalen. Door middel van het meten van otoakoestische emissies (OAE’s) zal men de functie van de inwendige haarcellen in de cochlea, ook wel slakkenhuis genoemd, kunnen evalueren.  Met Brainstem Evoked Respons Audiometry (BERA of ABR) is het mogelijk, door middel van het kleven van elektroden op de patiënt, elektrofysiologische wijzigingen op te meten tot het geluid aankomt in de hersenstam.  Hierdoor kan een gehoorverlies ten hoogte van de gehoorzenuw of hersenstam gedetecteerd worden.
Voor het testen van het evenwicht wordt elektronystagmografie of videonystagmografie toegepast. Belangrijke testen zijn de pendeltest, calorische test en Dix Hallpike manoeuvre voor het detecteren van een evenwichtsstoornis.

## Afwijkend audiogram
Bij een normaal gehoor wordt dit in het audiogram weergegeven als een rechte lijn bij 0 dB. De gehoordrempel is dan over het gehele spectrum normaal. Bij een afwijkend gehoor wijken de waardes in het audiogram af van deze normaalcurve.
Er zijn verschillende oorzaken voor een afwijkend audiogram:
- Ouderdomsslechthorendheid of presbyacusis. Bij oudere mensen treedt vaak slechthorendheid op. Deze slechthorendheid manifesteert zich vooral bij de hogere frequenties, waarbij de gehoordrempel dan aanzienlijk slechter kan zijn.
- Lawaaischade. Door blootstelling aan lawaai (men neemt aan meer dan 80 dB(A)) kan een tijdelijk of permanente lawaaischade ontstaan. Bij een beginnende lawaaidip zijn enkel frequenties rond de 4000–8000 Hz aangedaan. ('discodip')
- Aangeboren of familiair voorkomende slechthorendheid.
- Gehoorverliezen ten gevolge van infecties en medicatiegebruik. Dit komt sporadisch voor.
- Geleidingsverliezen. Dit zijn afwijkingen aan gehoorgang, trommelvlies of gehoorbeentjes. Voorbeelden van oorzaken zijn (atresie van de gehoorgang, oorontsteking of vocht achter de trommelvliezen, otosclerose, cholesteatoom).
- Retrocochleaire verliezen. Dit zijn gehoorverliezen ten gevolge van afwijkingen aan de gehoorzenuw. Deze verliezen komen weinig voor.
- Functionele gehoorverlies. Er kan met audiometrische tests geen gehoorverlies aangetoond worden, terwijl de persoon wel aangeeft verminderd gehoor te hebben, of doof te zijn. Er kan hiervoor een emotionele of psychische oorzaak voor bestaan.[5]

## Het belang van audiologie
Het gehoor is van belang voor de taalverwerving bij peuters en kleuters, daarom is het ook voor deze leeftijdsgroep belangrijk om audiologisch onderzoek uit te voeren als er verdenkingen van gehoorstoornissen zijn. Een moeilijkheid kan zijn dat kleine kinderen nog niet voldoende kunnen meewerken om een goed audiogram te maken.
Verder is audiologie van belang om het gehoor van volwassen te onderzoeken om te bepalen of er een gehoorapparaat of een cochleair implantaat nodig is.

## Opleiding
In Nederland hebben audiologen een natuurkundige of biomedische achtergrond, die vereist is voor het volgen van de post-academische studie tot klinisch fysicus-audioloog, vergelijkbaar met de opleiding tot medisch specialist. Deze opleiding wordt in verzorgd in audiologische centra of Universitaire Medische Centra (UMCs), onder toeziend oog van de Stichting OKF. Tevens heeft een hbo-opleiding tot Bachelor of Audiology (BoA) bestaan in Eindhoven, die medio 2008 de eerste afgestudeerden heeft afgeleverd. Deze opleiding is echter gestopt vanwege gebrek aan interesse en derhalve financiën. Ten slotte bestaat in Nederland een afzonderlijke opleiding tot audiologie-assistent, verzorgd door de Federatie van Nederlandse Audiologische Centra (FENAC).
In Vlaanderen bestaat een audiologie-opleiding op het niveau "professionele bachelor". Een driejarige opleiding aan een hogeschool dus, waar praktijk en stage vooral in het laatste jaar een belangrijke plaats innemen. De opleiding wordt samen aangeboden met de afdeling "logopedie", zodat men met een vierde jaar de twee diploma's kan verwerven. Omdat er op dit niveau geen opleiding in Nederland bestaat trekt vooral de hogeschool Thomas More in Antwerpen heel wat Nederlandse studenten aan. Ook op de Arteveldehogeschool in Gent is het mogelijk een bachelor audiologie te halen. Hier is het uniek dat je vanaf het begin van je studie je afstudeerrichting Logopedie of Audiologie kiest. Daarnaast bestaat er aan de universiteit te Gent en te Leuven ook een universitaire opleiding "academische bachelor en master in de logopedische en audiologische wetenschappen".
De opleiding audiologie omvat onder andere de vakken: psychologie, communicatie met slechthorenden, anatomie/fysiologie/pathologie van het gehoor, evenwichtsleer, fysica, technologie, geluidsmeting, revalidatie van het gehoor en evenwicht, hoortoestelaanpassing en hoorimplantaten, klinische audiometrie en de behandeling van tinnitus en geluidsgevoeligheid.